# Regierungsbezirk Montabaur
| Regierungsbezirk Montabaur | Regierungsbezirk Montabaur |
| -------------------------- | -------------------------- |
| Bestaansperiode            | 1946–1968                  |
| Behoorde tot               | Rijnland-Palts             |
| Hoofdstad                  | Montabaur                  |
| Aantal gemeenten           | 385                        |
| Oppervlakte                | 1.783,22 km²               |
| Inwoneraantal              | 278.041 (30 juni 1968)     |
| Bevolkingsdichtheid        | 156 inw./km²               |

Het Regierungsbezirk Montabaur was een van de vijf Regierungsbezirken, die in 1946 in het nieuw ontstane Land Rijnland-Palts ingesteld werden. De andere waren de eveneens in 1946 ingestelde Regierungsbezirken Rijn-Hessen (zetel in Mainz) en Palts (zetel in Neustadt an der Weinstraße) net zoals de al sinds 1816 door Pruisen ingestelde Regierungsbezirken Koblenz en Trier.

## Geschiedenis
De in 1866 ingestelde Regierungsbezirk Wiesbaden (onderdeel van de Pruisische provincie Hessen-Nassau, werd na de Tweede Wereldoorlog door de bezettingsmachten door een zonegrens gedeeld. Het grootste deel van het Regierungsbezirk lag in de Amerikaanse bezettingszone en werd in 1945 onderdeel van het Land Hessen. Het Regierungsbezirk Montabaur moest voor het in het Franse bezettingszone gelegen kleinere noordwestelijke deel ingesteld worden en werd in 1946 onderdeel van het Land Rijnland-Palts.
Op 1 oktober 1968 werd het Regierungsbezirk Montabaur opgeheven en in het Regierungsbezirk Koblenz ingedeeld. Het grondgebied besloeg ongeveer de huidige Landkreisen Rhein-Lahn-Kreis en Westerwaldkreis.

## Voormalige onderverdeling
Het Regierungsbezirk Montabaur omvatte de Landkreisen Oberwesterwaldkreis (Westerburg), Loreleykreis (Sankt Goarshausen), Unterlahnkreis (Diez) en Unterwesterwaldkreis (Montabaur).